# Juliane von Herz
Juliane von Herz (geb. Endler; * 1968 in Menden) ist eine deutsche Kunsthistorikerin mit Schwerpunkten in der Moderne, der Gegenwartskunst sowie in der italienischen Kunst des Mittelalters und der Renaissance. Sie arbeitet international als freischaffende Kuratorin, Beraterin, Autorin und Kritikerin auf dem Gebiet der zeitgenössischen Kunst.

## Leben und Wirken
Nach einer Kindheit in Montreal und einer Schulzeit in mehreren Städten in Deutschland legte sie 1987 das Abitur ab und trat eine kaufmännische Ausbildung in der amerikanischen Werbeagentur Ogilvy & Mather an, wo sie anschließend als Texterin übernommen wurde. Ab 1989 studierte sie Kunstgeschichte, Politikwissenschaften und Germanistik an der Ludwig-Maximilians-Universität München, u. a. bei Hans Belting, und spezialisierte sich auf Skulptur, insbesondere im öffentlichen Raum. Forschungen über Renaissanceskulptur führten sie 1992 zu einem Auslandsjahr an die Universität Bologna mit einem Studium am Roberto-Longhi-Lehrstuhl. Sie schloss 1995 in Frankfurt am Main ihren Magister Artium mit einer Arbeit über „Herkulesskulpturen in der Skulptur der Renaissance“ bei Klaus Herding ab.
Im selben Jahr begann sie als Kunstbeauftragte in der Landesbank Hessen-Thüringen, entwickelte für die Bank ein konzernweites Konzept für eine internationale Sammlung junger Gegenwartskunst und baute sie bis 2003 weltweit an Standorten auf. Sie realisierte in-situ-Werke und Kunst-am-Bau-Projekten mit Künstlern wie Bill Viola und Franz Ackermann.
Seit 2003 ist Juliane von Herz freiberuflich tätig, entwickelt Kulturprojekte, kuratiert Ausstellungen, berät Institutionen, private und öffentliche Sammlungen, Kunst-am-Bau-Vorhaben sowie Künstlerinnen und Künstler. Im Jahr 2018 wurde sie Mitbegründerin und Partnerin der Gesellschaft Seehof für Kunst im urbanen Raum. Dort arbeitet sie an der Schnittstelle von Stadtentwicklung, Architektur und Kunst im öffentlichen Raum.
Über drei Jahre hat Juliane von Herz auf dem Roßmarkt in der Innenstadt von Frankfurt am Main das temporäre Skulpturenprojekt „Rossmarkt hoch 3“ initiiert und realisiert, um den historischen und zentralen Stadtplatz wieder stärker im Bewusstsein der Zivilgesellschaft zu verankern. Wechselnde Künstler (2010: Tomás Saraceno; 2011: Tamara Grcic; 2012: gelitin) wurden von einer stadtübergreifenden Abiturientenjury des jeweiligen Jahrgangs gewählt, die für diese Aufgabe in ihrer Freizeit ausgebildet worden war. Das partizipatorische Projekt wurde von der Stadt und Stiftungen gefördert.
Neben ihrer Kuratorentätigkeit lehrt Juliane von Herz, zuletzt seit 2017 an der Kunsthistorischen Fakultät der Universität in Mainz, insbesondere zu Kunst im urbanen Raum, aber auch zur Erinnerungskultur. Seit 2014 berät sie regelmäßig Kunst-am-Bau-Wettbewerbe des Bundesamtes für Bauwesen und Raumordnung.

## Privates
Juliane von Herz ist seit 2006 Mitglied der Polytechnischen Gesellschaft. Sie ist Mutter von drei Töchtern.

## Publikationen
- Helaba Kunstgriffe. Sammlungskatalog. DuMont monte, Köln 2003, ISBN 3-8320-8851-2.
- Rossmarkt3 2010. Cloud Cities/Air-Port-City von Tomás Saraceno. Kerber, Bielefeld 2010, ISBN 978-3-86678-487-1.
- Tamara Grcic „outside-here“. Kerber, Bielefeld 2012, ISBN 978-3-86678-657-8.

## Kuratierte Ausstellungen und Projekte
- 1999: Sieben Tage sind eine Woche, Frankfurt am Main
- 2006: Heimweh, Gruppenausstellung, London, Großbritannien
- 2006, 2007: TRANSIT, Performance-Festivals im Stadtraum
- 2006–2007: Fine Art Fair, Frankfurt am Main
- 2007: Finding Neverland, Gruppenausstellung, Gstaad, Schweiz
- 2007: Off the Wall, Gruppenausstellung, New York City, Vereinigte Staaten
- 2007: Boxer, Gruppenausstellung mit 28 Städelkünstlern, Literaturhaus, Frankfurt am Main[2]
- 2008–2010: La Maison Jaune, Organisatorin des Residence-Programms, Gstaad, Schweiz
- 2009–2013: Rossmarkt3, internationales Skulpturenprojekt, Frankfurt am Main
- 2010: Day of Light, Auftragsarbeit von Hannah Starkey für die EKHN-Stiftung, Katharinenkirche, Frankfurt am Main
- 2017: New Citizens, 2017, Frankfurt am Main[3][4]
- 2021: THIS TOO SHALL PASS, Emeka Ogboh, Soundprojekt für den öffentlichen Raum Frankfurt am Main